# 熊继军
熊继军（1971年8月—），男，汉族，湖北黃岡市浠水縣人，中华人民共和国政治人物、电子工程学者，1993年7月参加工作，2005年11月加入中國民主促進會，在职研究生学历，工学博士学位、教授、博士生导师，現任民进山西省委主任委员，工业和信息化部副部长。

## 生平
毕业于华北工学院电子工程系、清华大学精密仪器与机械专业。早年任中北大学电子与计算机科学技术学院院长、中北大学副校长等职务，期间挂任上海市闵行区人民政府副区长。2013年，当选为第十二届全国人大代表。
2017年6月，任吕梁学院院长。2020年8月，担任中北大学校长，2023年8月不再兼任。
2023年1月，当选为山西省人民政府副省长。
2024年8月，进京履新，任中华人民共和国工业和信息化部副部长。